# Perpetuum mobile (nouvelle)
Pour les articles homonymes, voir Perpetuum mobile.
Perpetuum mobile est une nouvelle d'Anton Tchekhov, parue en 1884.

## Historique
Perpetuum mobile est initialement publié dans la revue russe Les Éclats, no 11, du 17 mars 1884, sous le pseudonyme A.Tchékhonté.  

## Résumé
Sous une pluie battante, le juge Grichoutkine et le docteur Svistiski partent sur des chemins de campagne faire une autopsie. Grichoutkine, jugeant que le temps est trop mauvais pour continuer, impose que l’on s’arrête pour la nuit chez Iojov, président du tribunal à la retraite.
Il y là Iojov, Tioulpanski le substitut et la fille d’Iojov, la belle et jeune veuve Nadéjda Ivanovna. Grichoutkine et Svistiski sont invités à souper et à dormir. Svistiski et Nadéjda discutent ensemble pendant que les autres jouent aux cartes. À deux heures du matin, Nadéjda indique au docteur qu’elle dort mal la nuit et que, si la lampe en face de sa chambre est allumée, c’est qu’elle s’ennuie.
Le docteur va se coucher sans rien comprendre. C’est le juge Grichoutkine, à qui il a raconté sa soirée, qui lui en donne le sens : « Si elle t’a dit ça, alors tu es le plus heureux des hommes. » Mais Svistiski ne voulant pas profiter de la situation, le juge Grichoutkine, qui est ivre, décide qu’il ira, lui, malgré ses soixante-sept ans, dans la chambre de Nadéjda. Le ton monte entre les deux hommes. Viennent les insultes. Le docteur Svistiski, ne pouvant plus supporter la compagnie du juge, décide de partir en pleine nuit.
Trois jours plus tard, le juge Grichoutkine va présenter ses excuses au docteur Svistiski. Il met sur le compte de l'alcool ses écarts de conduite, et lui rappelle qu’ils doivent aller à cette autopsie. Ils partent et s’arrêtent à la première auberge. En effet, ils y ont reconnu, stationné devant, l’équipage du juge Iojov. Ils commandent à boire : l’autopsie peut attendre.

## Édition française
- Perpetuum mobile, traduit par Madeleine Durand et André Radiguet (révisé par Lily Denis), in Œuvres I, Paris, Éditions Gallimard, coll. « Bibliothèque de la Pléiade » no 197, 1968  (ISBN 978-2-07-0105-49-6).